# Ute Brenneisen
Ute Brenneisen (* 27. April 1962 in Heidelberg) ist eine deutsche Juristin. Sie ist Richterin am Bundesgerichtshof.

## Leben und Wirken
Brenneisen studierte Rechtswissenschaften an den Universitäten Heidelberg und Mainz. Nach ihren beiden Staatsexamina trat sie 1991 in den Justizdienst des Landes Thüringen ein und wurde dort am Kreisgericht Erfurt sowie am Landgericht Erfurt eingesetzt. Dort wurde sie 1994 zur Richterin am Landgericht ernannt. Von der Universität Jena wurde Brenneisen 1999 mit der familienrechtlichen Schrift „Die Abwicklung von Pflichtteilsansprüchen nach dem Einigungsvertrag“ zur Dr. iur. promoviert. Von April bis Ende 1996 sowie von Oktober 1999 bis September 2000 war sie an das Thüringer Oberlandesgericht abgeordnet. Direkt im Anschluss wurde sie von Oktober 2000 bis Ende 2004 als wissenschaftliche Mitarbeiterin an den Bundesgerichtshof abgeordnet. Noch während dieser Zeit wurde sie im Oktober 2004 zur Richterin am Thüringer Oberlandesgericht befördert und war ab Januar 2005 in verschiedenen Zivilsenaten tätig. Im August 2016 wurde sie zur Vorsitzenden Richterin eines Zivilsenats ernannt und übernahm Anfang 2017 als Vorsitzende Richterin auch die Leitung eines Senats für Notarsachen.
Zum 1. Juli 2017 wurde Brenneisen zur Richterin am Bundesgerichtshof ernannt und dem vor allem für Werkvertragsrecht, Architektenrecht und Zwangsvollstreckungsrecht zuständigen VII. Zivilsenat des Bundesgerichtshofes zugewiesen.